# Alex Henrique José
Alex Henrique José (sinh ngày 20 tháng 3 năm 1985) là một cầu thủ bóng đá người Brasil.

## Sự nghiệp câu lạc bộ
Alex Henrique José đã từng chơi cho Avispa Fukuoka, Thespa Kusatsu và Tokyo Verdy.